# 퀴타히아주

퀴타히아주의 위치

퀴타히아주(튀르키예어: Kütahya ili)는 튀르키예 서부에 위치한 주로, 에게해 지역에 속한다. 주도는 퀴타히아이며 면적은 11,889km2, 인구는 684,082명(2006년 기준), 자동차 번호는 43번, 시외전화 지역번호는 0274번이다. 13개 군을 관할한다.